# Me voy pa’l pueblo
Me voy pa’l pueblo (spanisch für Ich gehe ins Dorf) ist ein von dem kubanischen Ehepaar Marcelino Guerra und Mercedes Valdés (gemäß anderer Schreibweise auch Mercedes Valdez) verfasstes Lied, das erstmals 1947 vom Trio Los Panchos veröffentlicht wurde und von verschiedenen Interpreten in mehreren Sprachen aufgenommen wurde.

## Inhalt
Das Lied erzählt von einem Mann, der genug davon hat, nur für die Arbeit zu leben und seine familiären Verpflichtungen zu erfüllen. Deshalb zieht es ihn heute in die Stadt, um sich zu betrinken und zu vergnügen. 

## Coverversionen
Das Lied wurde von zahlreichen Künstlern auf Spanisch und anderen Sprachen gecovert. Zu den vielen spanischsprachigen Coverversionen gehören unter anderem jene von Nana Mouskouri, Los Paraguayos und Charlie Zaa.
Die erste fremdsprachige Coverversion wurde 1956 von Dario Moreno unter dem französischen Titel Quand elle danse veröffentlicht. Neben anderen Sprachversionen erschien 1960 auch eine deutschsprachige Version von Caterina Valente mit dem Titel Die Señoritas von San Salvador.